# Brazil r/s
Pour les articles homonymes, voir Brazil.
Brazil r/s (Brazil Rendering System), est un logiciel de moteur de rendu 3D photoréaliste de haute qualité créé par la compagnie SplutterFish, LLC, vendu dans le commerce de 2002 à 2012 et utilisé dans l'industrie du film et l'imprimerie. Ce système de rendu dispose notamment d'un moteur de lancer de rayon rapide ainsi que de diverses options pour l'illumination globale.
Brazil r/s est utilisé  par divers artistes travaillant dans l'infographie pour générer des contenus notamment pour l'imprimerie, l'internet ou la production de films. Deux exemples majeurs de la contribution de Brazil r/s dans le domaine cinématographique sont Star Wars, épisode III : La Revanche des Sith et Sin City.
Brazil r/s, disponible uniquement sous forme d'un plugin, ne fonctionne que sous les logiciels suivants :
- 3DS MAX version R3, 4, 5, 6, 7 ou 8.
- Autodesk VIZ version 3, 4, 2005 ou 2006.

Il existe une version gratuite de Brazil r/s nommée Brazil Rio.